# Circolo Nautico Posillipo 1983-1984
Questa voce raccoglie le informazioni riguardanti il Circolo Nautico Posillipo nelle competizioni ufficiali della stagione 1983-1984.

## Sponsor
Lo sponsor stagionale è Parmacotto.

## Stagione
Nella stagione 1983-1984 il Posillipo partecipa al suo sesto campionato in massima serie.

Dopo aver vinto entrambi i gironi della prima e seconda fase, elimina la Lazio ai quarti ed il Savona in semifinale. In finale perde contro il Pro Recco per 2-0.

## Rosa
| N° |                   | Ruolo | Giocatore           |
| -- | ----------------- | ----- | ------------------- |
|    | Italia (bandiera) | P     | Giampaolo De Medici |
|    | Italia (bandiera) |       | Stefano Postiglione |
|    | Italia (bandiera) |       | Massimo Fiorentino  |
|    | Italia (bandiera) |       | Gennaro Fiorillo    |
|    | Italia (bandiera) |       | Michele Baviera     |
|    | Italia (bandiera) |       | Franco Porzio       |
|    | Italia (bandiera) |       | Mario Fiorillo      |
|    | Italia (bandiera) |       | Giuseppe Porzio     |

| N° |                   | Ruolo | Giocatore             |
| -- | ----------------- | ----- | --------------------- |
|    | Italia (bandiera) |       | Claudio Palumbo       |
|    | Italia (bandiera) |       | Marco Postiglione     |
|    | Italia (bandiera) |       | Piero Fiorentino      |
|    | Italia (bandiera) |       | Aruta                 |
|    | Italia (bandiera) |       | Filippo Topa          |
|    | Italia (bandiera) |       | Antonello Postiglione |
|    | Italia (bandiera) |       | Ferdinando Lignano    |
|    | Italia (bandiera) |       | Andrea Di Laurenzio   |